# Tatsuhiko Shibusawa
Tatsuhiko Shibusawa (澁澤 龍彦 Shibusawa Tatsuhiko?,  Tokio, Japón, 8 de mayo de 1928 - Kamakura, Prefectura de Kanagawa, Japón, 5 de agosto de 1987), nacido bajo el nombre de Tatsuo Shibusawa (澁澤 龍雄 Shibusawa Tatsuo?), fue un escritor y traductor de literatura francesa japonés. Activo durante la era Shōwa, Shibusawa escribió numerosas historias cortas y novelas basadas en la literatura francesa y clásicos japoneses. Sus ensayos sobre magia negra, demonología y erotismo también son populares en Japón.

## Biografía

### Primeros años
Shibusawa nació el 8 de mayo de 1928 en la ciudad de Tokio, Japón. Fue el tercer hijo de Takeshi Shibusawa, un banquero, y Setsuko Isobe, la hija mayor del magnate y político Yasuji Isobe. Tuvo dos hermanas mayores, Sachiko y Michiko, y una hermana menor, Masako. Shibusawa también era pariente del magnate Eiichi Shibusawa, el director de orquesta Hisatada Otaka y el crítico Keijirō Ōkawa. Shibusawa creció en plena Segunda Guerra Mundial y tenía la ambición de convertirse en ingeniero aeronáutico. Sin embargo, sus posibilidades de ejercer una carrera en dicho campo desaparecieron con la derrota de Japón en la guerra, sumado al hecho de tener calificaciones notablemente bajas en alemán, idioma ampliamente utilizado en la ingeniería de la época. Fue entonces cuando volcó su atención al estudio de la lengua francesa.

### Educación
En 1950, después de trabajar como editor en la revista Modern Nihon bajo la dirección del novelista Junnosuke Yoshiyuki durante dos años, Shibusawa entró en la escuela de literatura francesa de la Universidad de Tokio, donde conocería el movimiento surrealista. El surrealismo se había iniciado en Francia luego de la Primera Guerra Mundial. Shibusawa se sintió atraído especialmente por los trabajos de André Breton, lo que posteriormente le llevaría a indagar en las obras del marqués de Sade. A pesar de que Shibusawa se graduó con una maestría en la Universidad de Tokio, se vio obligado a abandonar sus planes de convertirse en profesor al enfermar de tuberculosis, y en su lugar, se dedicó a construir una carrera como escritor independiente. En 1946, se trasladó de Tokio a la ciudad turística de Kamakura, debido a su clima saludable para los enfermedades pulmonares, y siguió viviendo allí hasta su muerte.
Después de publicar su primer libro, una traducción de Le Grand Ecart de Jean Cocteau en 1954, Shibusawa comenzó a introducir la literatura francesa a los lectores japoneses a través de sus traducciones. Con la muerte de su padre, Shibusawa se enfrentó a dificultades financieras y consiguió un trabajo de medio tiempo en la editorial Iwanami Shoten, donde conocería a su futura esposa, Sumiko Yagawa, también traductora y novelista. Durante este período, también se adentró brevemente en la política apoyando al partido comunista de Japón en una elección para el alcalde de la ciudad de Miura, en Kanagawa, uniéndose a manifestaciones políticas y distribuyendo folletos que satiraban al candidato contratrio.

### Carrera literaria
En 1959, Shibusawa publicó Akutoku no Sakae (悪徳の栄え), una traducción de Juliette o las prosperidades del vicio de Sade. El trabajo ganó rápidamente polémica y al año siguiente Shibusawa y su editor, Kyōji Ishii, fueron procesados por cargos de obscenidad pública. Durante el juicio de Shibusawa, al que se le llamó "El juicio de Sade", Kenzaburō Ōe, Shūsaku Endō, Shōhei Ōoka y otros autores testificaron en su defensa. Sin embargo, en 1969, el Tribunal Supremo japonés dictaminó que Shibusawa e Ishii eran culpables y fueron multados con 70,000 yenes (alrededor de 200 dólares en aquel momento). El veredicto fue un golpe bajo para Shibusawa, luego de que el juicio se extendiera por nueve años.
Aunque desalentado, Shibusawa no fue disuadido y continúo escribiendo obras sobre el erotismo y traduciendo obras de Sade, así como también de otros autores franceses. También produjo ensayos y críticas de arte, además de convertirse en especialista en el estudio de la demonología medieval.
En septiembre de 1970, Shibusawa realizó su primer viaje a Europa y en el aeropuerto internacional de Haneda se encontraría con su amigo cercano, Yukio Mishima. Shibusawa más tarde recordaría que aquella fue la última vez que le vio, puesto que Mishima moriría en noviembre de ese mismo año vía harakiri. La obra Madame de Sade escrito por Mishima en 1965, se basa en The Life of Marquis de Sade (サド侯爵の生涯, 1964) de Shibusawa. Mishima también creó Yasushi Imanishi (今西康) basada en la personalidad de Shibusawa. En 1981, publicó una novela de fantasía titulada Karakusa Monogatari. Otras novelas populares incluyen Utsuro-bune y Takaoka Shinno Kokai-ki.

## Muerte
En la década de 1980, Shibusawa fue diagnosticado con cáncer de laringe. En 1986, le fueron extirpadas las cuerdas vocales, y mientras estaba hospitalizado continúo escribiendo Takaoka Shinno Kokai-ki y redactó su siguiente episodio, Karakusa Monogatari. Sin embargo, falleció el 5 de agosto de 1987 debido a una aneurisma en la arteria carótida. Tenía 59 años. Fue enterrado en Kamakura.

## Obras destacadas
- The song of the Eradication (撲滅の賦)
- The Rib of Epicurus (エピクロスの肋骨)
- Cynopolis (犬狼都市)
- Karakusa Monogatari (唐草物語)
- Takaoka Shinno Kokai-ki (高丘親王航海記)